# Jaseniwśkyj
Jaseniwśkyj (ukr. Ясенівський) – osiedle typu miejskiego na Ukrainie, w obwodzie ługańskim, w faktycznie niefunkcjonującym rejonie roweńkowskim. Od 2014 do 2022 osiedle znajdowało się pod kontrolą tzw. Ługańskiej Republiki Ludowej. 30 września 2022, wraz z całym obszarem ŁRL, osiedle zaanektowane zostało przez Federację Rosyjską. 
W 2001 liczyło 9440 mieszkańców, spośród których 1573 wskazało jako ojczysty język ukraiński, 7833 rosyjski, 2 mołdawski, 23 białoruski, 7 inny, a 2 osoby się nie zadeklarowały.